# Tadeusz Possart

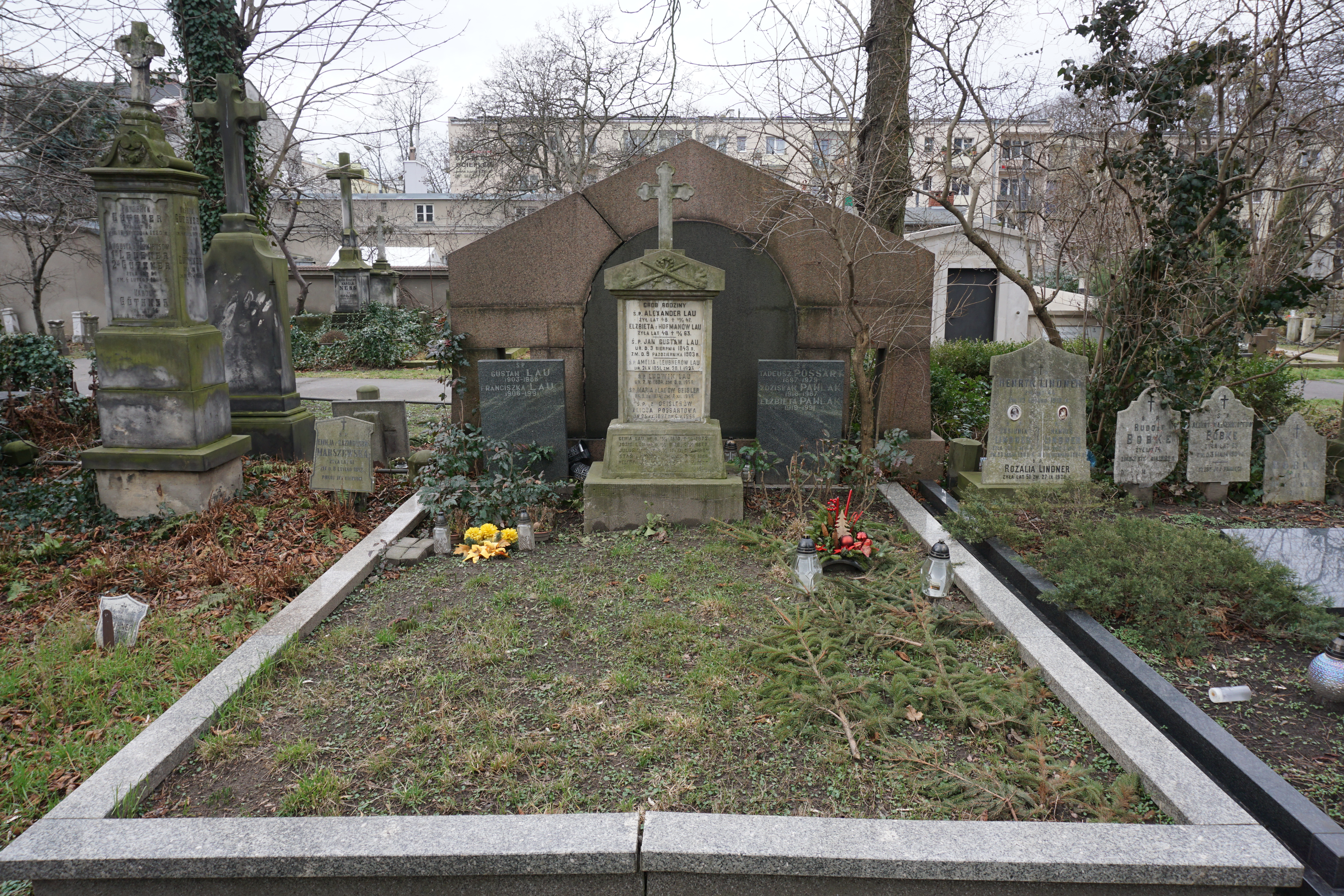
Grób Tadeusza Possarta na cmentarzu ewangelicko-augsburskim w Warszawie

Tadeusz Possart (ur. 7 października 1897 w Sannikach, zm. 22 sierpnia 1979) – porucznik kawalerii Wojska Polskiego.

## Życiorys
Urodził się 7 października 1897 w Sannikach, w ówczesnym powiecie gostynińskim guberni warszawskiej, w rodzinie Stefana i Zofii z Golędzinowskich. Był starszym bratem Bogdana (ur. 1899), rotmistrza Wojska Polskiego.
Po odzyskaniu przez Polskę niepodległości został przyjęty do Wojska Polskiego. Brał udział w wojnie polsko-bolszewickiej. Został awansowany do stopnia porucznika kawalerii ze starszeństwem z dniem 1 czerwca 1920. Pełnił służbę w 3 pułku ułanów w Tarnowskich Górach. W listopadzie 1928 został przeniesiony do 23 pułku ułanów w Podbrodziu. Z dniem 31 sierpnia 1929 został przeniesiony w stan nieczynny na przeciąg sześciu miesięcy. Z dniem 1 marca 1930 został powołany ze stanu nieczynnego z równoczesnym oddaniem do dyspozycji dowódcy Okręgu Korpusu Nr I. Z dniem 31 maja 1930 został przeniesiony w stan spoczynku. W 1934, jako oficer stanu spoczynku pozostawał w ewidencji Powiatowej Komendy Uzupełnień Warszawa Miasto III. Posiadał przydział do Oficerskiej Kadry Okręgowej Nr I. Był wówczas „w dyspozycji dowódcy Okręgu Korpusu Nr I”.
Brał udział w wyścigach konnych w ramach macierzystego pułku (w maju 1923 zajął drugie miejsce). Pełnił funkcję sekretarza generalnego Towarzystwa Zachęty do Hodowli Koni w Polsce (prezesem był mjr kaw. Władysław Piniński).
Do 1939 zamieszkiwał we Lwowie przy ul. Własna Strzecha 8 m. 2 (obecnie Panasa Myrnoho).
Zmarł 22 sierpnia 1979 i został pochowany w grobowcu rodziny Lau na cmentarzu ewangelicko-augsburskim w Warszawie (aleja 8, rząd 44). Jego żoną była Alicja z domu Geisler (1897–1966).

## Odznaczenia
- Krzyż Walecznych czterokrotnie
- Medal Niepodległości – 16 marca 1937 „za pracę w dziele odzyskania niepodległości”[21][1][22]
- Medal Pamiątkowy za Wojnę 1918–1921[23]
- Medal Dziesięciolecia Odzyskanej Niepodległości[23]